# 智積養水

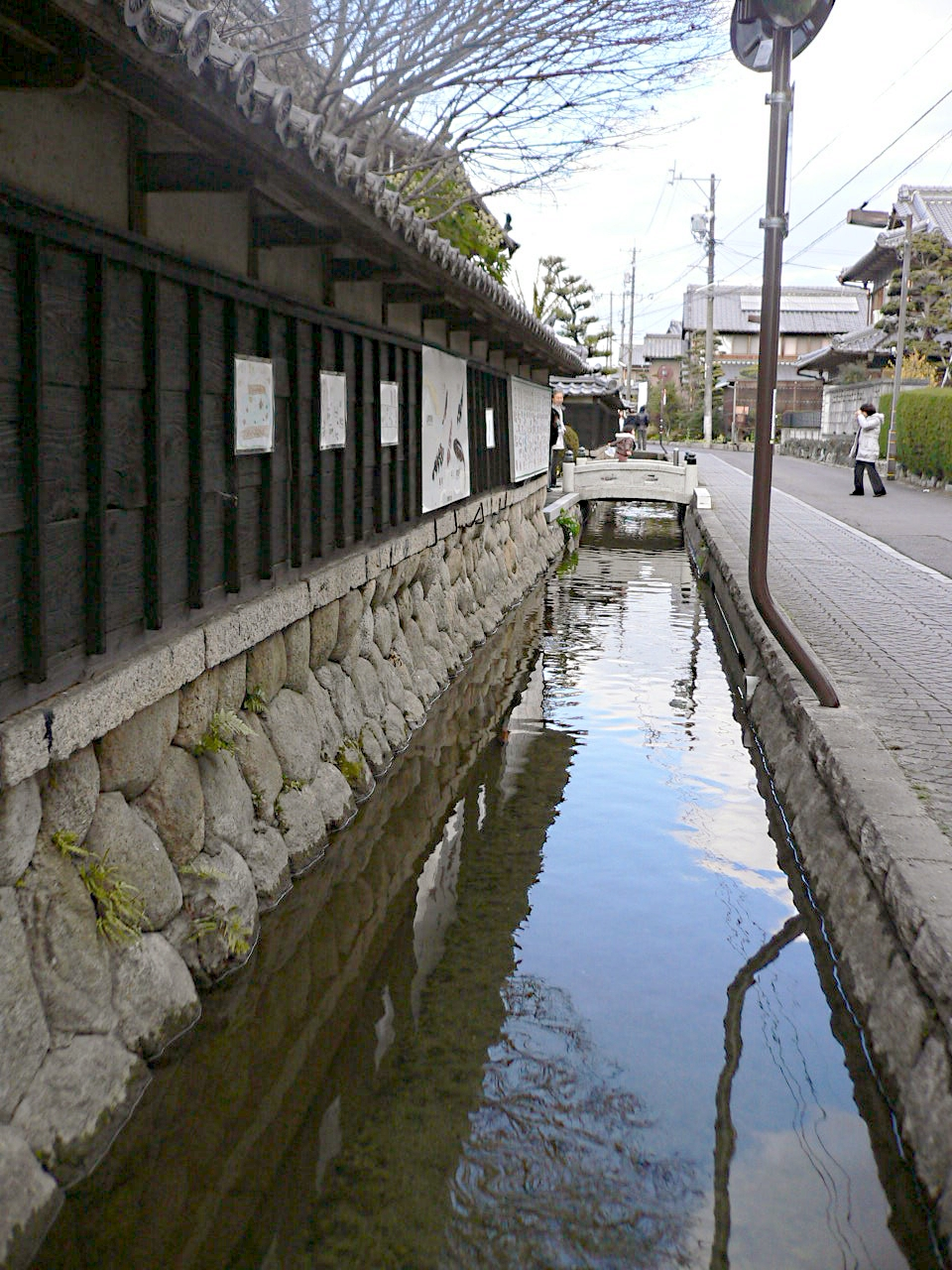
西勝寺門前の智積養水

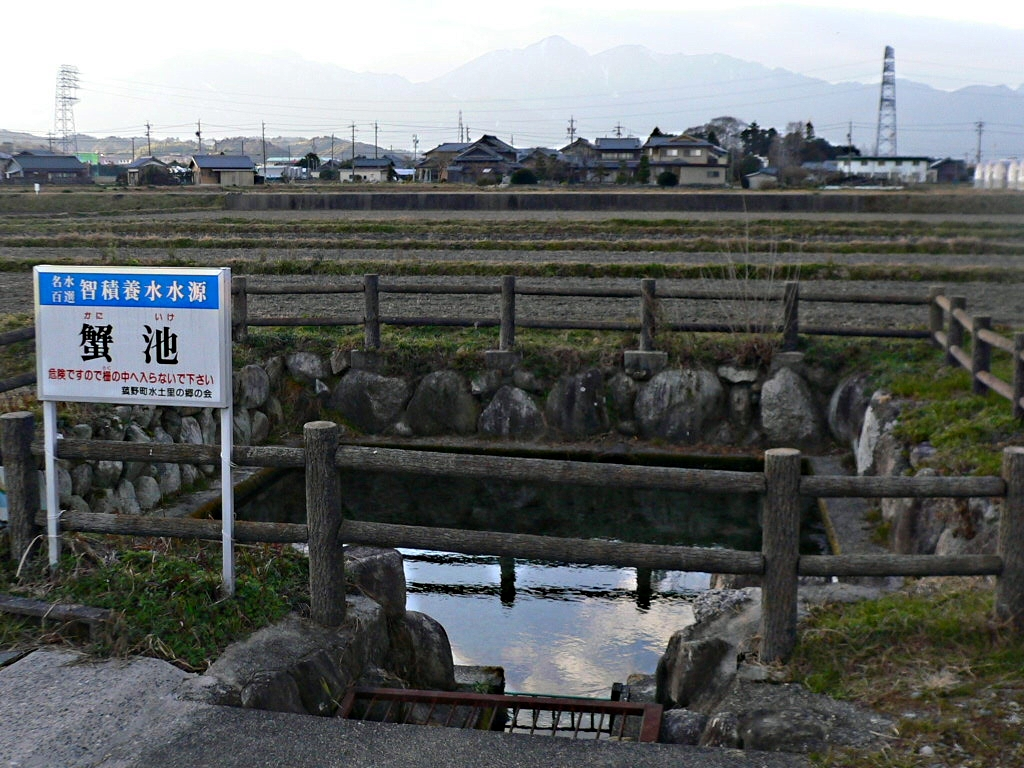
蟹池

智積養水（ちしゃくようすい）は、三重県三重郡菰野町から四日市市智積町（ちしゃくちょう）にかけて流れる用水路である。
1985年（昭和60年）に環境庁（その後の環境省）の名水百選に選ばれている。

## 概要
灌漑・生活用水で、暮らしを支え命を養う水の意味で、「用水」ではなく、「養水」の字を当てる。
三滝川の伏流水が湧出する菰野町神森（かもり）の蟹池（かにいけ）に源を発し、二分八分（にぶはちぶ）の分水点を通り、金渓川（かんたにがわ）の川底を伏樋（三十三間筒＝さんじゅうさんげんづつ）で潜らせ、智積町内を流れ、三滝川支流の矢合川（やごうがわ）に注ぐ。養水の長さは1.784km、幅は1 - 2m、水量は1日あたり19tで、水温は1年を通して安定している。また、智積町内では寺井用水が分流し、三滝川に注ぐ。
智積町では水路が整備されて鯉が泳ぎ、桜駅前には智積養水記念公園が造成されている。智積町の西勝寺前の養水では鯉に餌をやる子供や老人の姿が見られる。餌は廃品回収などで得た資金を元手として、「川を美しくするこども会」から子供に配布される。

## 歴史
智積養水の起源は定かではないが1711年（正徳元年）に四日市陣屋代官の石原清左衛門正利（いしはらせいざえもんまさとし）が、三十三間筒を伏せ替えたとの文献がある。このことから近世初頭ないし中世には既に存在したと考えられている。
智積町はかつて旱損所（かんそんじょ）と呼ばれ、日照りが続けば旱魃に見舞われ、豪雨時には増水被害を受けるなど水問題は深刻で水争いも絶えなかった。江戸時代の智積村は地下水も地表水も得られなかったため、上流の森村から湧水を送水してもらうよりほかならなかったのである。そのため智積養水を地域住民は大切にしてきた。
清流であった智積養水は戦後、いつしか汚染が進み、1970年代頃から住民によって浄化運動が展開され、「鯉の住める川」づくりが進められた。これにより智積養水は再生し、毎年放流されていた鯉も大きく成長した。1985年（昭和60年）7月22日には、こうした環境保全活動と水質の良さが認められ、環境庁の名水百選に選定された。

## 交通
- 近鉄湯の山線桜駅[9]
- 東名阪自動車道四日市インターチェンジ[9]